# Малави (град)
Малави (арап. ملوى) је град у Египту у гувернорату Миња. Према процени из 2008. у граду је живело 144.330 становника.

## Становништво
Према процени, у граду је 2008. живело 144.330 становника.
| 1986.  | 1996.   | 2006.   |
| ------ | ------- | ------- |
| 98.632 | 119.283 | 140.215 |